# Phrurolithidae
Phrurolithidae Ramírez, 2014 è una famiglia di ragni appartenente all'infraordine Araneomorphae.

## Descrizione
I generi Phrurolithus e Phrurotimpus si trovano fra le foglie di ramoscelli e hanno alcune spine ventrali sulla loro prima tibia delle zampe.

## Distribuzione
Sono ragni distribuiti nella regione olartica, nelle Antille e nell'Asia sudorientale.

## Tassonomia
Un lavoro di Ramírez del 2014, sulla base di considerazioni filogenetiche accurate ed approfondite, ha portato a precise caratterizzazioni nell'ambito dei Dionycha, con la costituzione di tre nuove famiglie (Eutichuridae, Phrurolithidae e Trachelidae) e la ristrutturazione di altre quattro (Miturgidae, Corinnidae, Clubionidae e Liocranidae).
13 dei generi inseriti in questa famiglia sono provenienti dalla famiglia Corinnidae e sono il risultato dell'elevazione al rango di famiglia della sottofamiglia Phrurolithinae; il solo Dorymetaecus era ascritto alla famiglia Clubionidae
Attualmente, a novembre 2020, si compone di 15 generi e 247 specie:
- Abdosetae Fu, Zhang & MacDermott, 2010[3] - Borneo, Cina
- Alboculus [4] - Cina
- Bosselaerius [5] - Cina, Azerbaigian, Iran, Tagikistan
- Dorymetaecus Rainbow, 1920[6] - isola di Lord Howe
- Drassinella Banks, 1904[3] - USA, Messico
- Liophrurillus Wunderlich, 1992[3] - Europa, Africa settentrionale, isola di Madeira
- Otacilia Thorell, 1897[3] - Asia orientale e sudorientale
- Phonotimpus Gertsch & Davis, 1940[3] - Messico
- Phrurolinillus Wunderlich, 1995[3] - Spagna, Portogallo
- Phrurolithus C. L. Koch, 1839[3] - regione olartica, Antille
- Phruronellus Chamberlin, 1921[3] - USA
- Phrurotimpus Chamberlin & Ivie, 1935[3] - USA, Canada
- Piabuna Chamberlin & Ivie, 1933[3] - USA, Messico
- Plynnon Deeleman-Reinhold, 2001[3] - Borneo, Sumatra
- Scotinella Banks, 1911[3] - USA, Canada

## Generi trasferiti, inglobati
- Orthobula Simon, 1897[3][7] - dal Mediterraneo orientale all'Asia centrale, Africa, Asia orientale, Asia meridionale, Celebes